# Ambrózia (mitológia)
Az ambrózia avagy ambroszia (görögül: ἀμβροσία, jelentése szó szerint annyit tesz „halhatatlanoké”) a görög mitológiában az olümposzi istenek eledele vagy itala; halhatatlanságot és örök ifjúságot biztosít nekik.
Az ambrózia közeli kapcsolatban áll az istenek italával, a nektárral. Egyes források nem tesznek különbséget, de Homérosz verseiben a nektár egyértelműen az italra, az ambrózia pedig az ételre utaló kifejezés. Ezzel ellentétesen a spártai Alkmán írásaiban a nektár étel, Szapphó és Anakszandridész szerint az ambrózia pedig ital. Fogyasztása isteni kiváltság volt. Héraklész felemelkedésekor Athéné neki ambróziát ad, hogy halhatatlanná váljon, de a hős Tüdeusztól megtagadja az étket, amikor felfedezi, hogy ő emberi agyat fogyasztott. Tantalosz mítoszának egyik változatában az ő egyik bűne az, hogy az ambrózia kóstolása után abból lopni próbált, azt más halandóknak akarván adni.

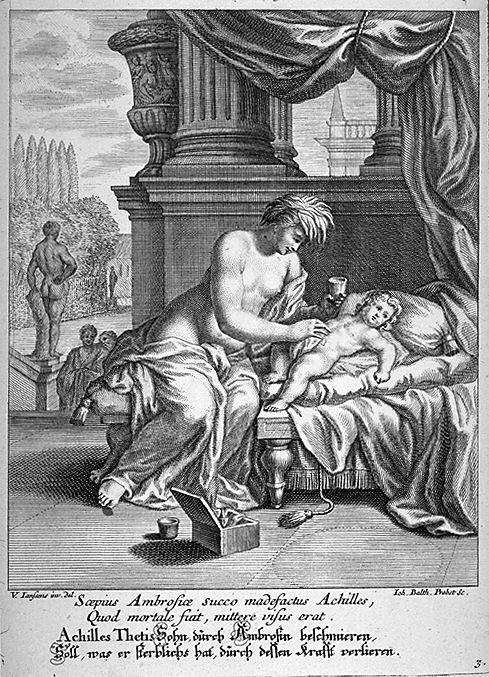
Thetisz kenegeti Akhilleuszt ambróziával

Az ambrózia és a nektár is illatos, és a történetekben parfümként is használták: Az Odüsszeiában például Meneláosz és emberei frissen nyúzott fókabőrbe bújva álcázzák magukat.

Ám iszonyú lett volna e les – hisz a tengeri fókák

förtelmes szaga orrunkat kínozva facsarta –

tengeri szörnyetegek mellé ki feküdne örömmel? –,

megmentett mégis, kieszelt egy nagyszerü szert is:

mindegyikünknek orra alá nemes ambrosziát tett,

édesen illatozót, hogy a szörnyek rossz szaga szűnjék.

Későbbi írások általánosabb értelemben használják a kifejezést, jelentése torzul, konyhaművészeti, gyógyászati és botanikai kontextusban is előfordul szakkifejezésként.
A görögök méz kivonatának képzelték és galambok vitték Zeusznak. A halandót halhatatlanná tette, sebhegesztő ereje volt, és az istenek újszülött csecsemőinek kizárólagos táplálékul is szolgált. Modernkori kutatók szerint az ambrózia és nektár lehetnek mézfajták, utalhatnak akár a mézsörre vagy a propoliszra is.

## Etimológia
A halhatatlanság étele, itala két indoeurópai nyelvben is megtalálható, a görögben és a szanszkritban. A görög ἀμβροσία (ambroszia) szemantikai kapcsolatban áll a szanszkrit अमृत (amṛta) szóval, és mindkettő valószínűleg az  *ṇ-mṛ-to- („halhatatlan”) indoeurópai alakból származik (ahol ṇ- egy negatív prefixum, ami mindkét nyelvben a- formává torzult; mṛ a *mer- („meghalni”) gyök egy alakja; valamint -to- melléknévképző).
Az ambrózia szóból (mint a- + brotosz, „nem halandó”) ered a parlagfűfélék nemzetségének neve is, de Carl von Linné Szent Ambrus (Ambrosius) milánói püspökről nevezte el a növénynemzetséget. A nemzetség maga újvilágbeli lévén az ókori görögök bizonyosan nem ismerhették.